# Mistrovství světa juniorů v ledním hokeji 1974
Mistrovství světa juniorů v ledním hokeji 1974 se konalo 27. prosince 1973 až 5. ledna 1974 v sovětském městě Leningrad.
Jednalo se o první ročník zvacího turnaje reprezentací do 20 let, nešlo ještě o oficiální MSJ.

## Pořadí
| pozice | Tým     | Z | GS | GI | B  |
| ------ | ------- | - | -- | -- | -- |
| 1.     | SSSR    | 5 | 36 | 12 | 10 |
| 2.     | Finsko  | 5 | 21 | 23 | 6  |
| 3.     | Kanada  | 5 | 17 | 23 | 6  |
| 4.     | Švédsko | 5 | 32 | 21 | 4  |
| 5.     | ČSSR    | 5 | 19 | 24 | 2  |
| 6.     | USA     | 5 | 10 | 32 | 2  |

## Výsledky
27.12.1973

ČSSR – Švédsko 6:4

SSSR – Finsko 9:2

28.12.1973

Kanada – USA 5:4

Švédsko – Finsko 9:4

29.12.1973

SSSR – ČSSR 7:5

30.12.1973

Švédsko – USA 11:1

Finsko – Kanada 4:3

1.1.1974

Švédsko – SSSR 4:5

Finsko – USA 5:1

Kanada – ČSSR 4:2

3.1.1974

Finsko – ČSSR 6:4

Švédsko – Kanada 4:5

4.1.1974

SSSR – USA 9:1

5.1.1974

USA – ČSSR 3:2

SSSR – Kanada 9:0

## Medailisté
SSSR
Brankáři: Vladimir Myškin, Jurij Novikov

Obránci: Alexander Maljugin, Vladimir Kučerenko, Vladimir Lochmatov, Fedor Kamarejkin, Zinetula Biljaletdinov, Vasilij Pěrvuchin, Michail Kovaljov, Sergej Babinov

Útočníci: Viktor Hatulev, Edmund Vasiljev, Boris Alexandrov, Viktor Vachrušev, Vladimir Gostjužev, Sergej Malikov, Eugen Lukašin, Boris Šučin, Alexandr Korničenko, Viktor Žluktov, Vladimir Golikov
  Finsko
Brankáři: Pertti Hasanen, Tapio Virhimo

Obránci: Aki Järvinen, Vesa Kolehmainen, Lasse Litma, Tom Pietilä, Reijo Rossi, Esa Simola, Kimmo Turunen, Kari Weckström

Útočníci: Ilkka Kaarna, Jari Kapanen, Jukka Koskilahti, Antero Lehtonen, Mikko Leinonen, Ari Mikkola, Tauno Mäkelä, Jukka Porvari, Veli-Matti Ruisma, Pekka Santanen, Timo Viljanen, Ismo Villa.
  Kanada
Kanadu reprezentoval klub Peterborough Petes (OHA)
Brankáři: Mike Kasmetis, Frank Salive

Obránci: Jake Ayotte, Doug Halward, Paul McIntosh, Brad Pirie, Ed Pizunski, Peter Scamurra, Jim Turkiewicz

Útočníci: Tony Cassolato, Gord Duncan, Paul Evans, Bill Evo, Mike Fryia, Tom Gastle, Doug Jarvis, Stan Jonathan, Red Laurence, Ed Smith, Bobby Wasson.

## Československá reprezentace
Brankáři: Jiří Svoboda, Ludvík Kafka

Obránci: Vladislav Vlček, František Joun, Ľubomír Roháčik, Miloslav Růžička, Igor Pajdlhauser, Josef Horák, Vítězslav Ďuriš, Milan Figala

Útočníci: Pavel Richter, Lubomír Pěnička, Ladislav Vysušil, Rostislav Čada, Jaroslav Vopátek, Zdeněk Bartl, Milan Skrbek, Josef Kočí, Dušan Harvát, Anton Lach, Zdeněk Schejbal, Zdeněk Šimánek.

## Turnajová ocenění
|                        | Brankář       | Obránce          | Obránce          | Útočníci      | Útočníci        | Útočníci     |
| ---------------------- | ------------- | ---------------- | ---------------- | ------------- | --------------- | ------------ |
| Ceny direktoriátu IIHF | Frank Salive  | Viktor Kučerenko | Viktor Kučerenko | Mats Ulander  | Mats Ulander    | Mats Ulander |
| All-Star Tým           | Tapio Virhimo | Jim Turkiewicz   | Paul McIntosh    | Thomas Gradin | Roland Eriksson | Ismo Villa   |

### Produktivita
| Hráč             | G | A | Body |
| ---------------- | - | - | ---- |
| Roland Eriksson  | 5 | 4 | 9    |
| Viktor Hatulev   | 3 | 6 | 9    |
| Edmund Vasiljev  | 7 | 1 | 8    |
| Mats Ulander     | 7 | 1 | 8    |
| Boris Alexandrov | 6 | 1 | 7    |